# Ilmor

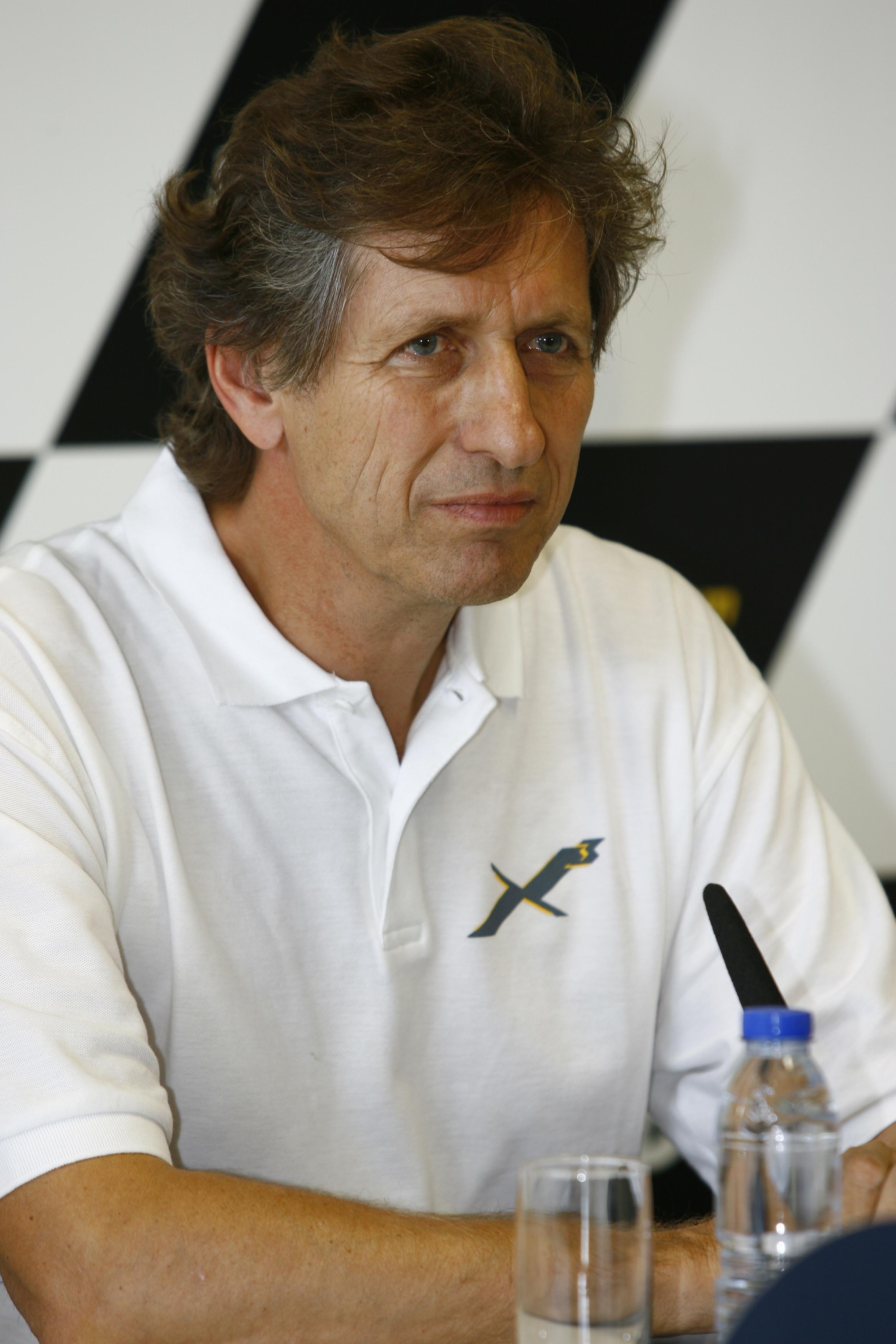
Mario Illien, co-fundador da Ilmor

Ilmor, fundada originalmente por Mario Illien e Paul Morgan em 1981, é um empresa inglesa automotiva que trabalha motores em máxima performance. Com sede em Brixworth, Northamptonshire, e ofícios de manutenção em Plymouyh, a empresa trabalha com motores e consultoria dentro da Champ Car, Fórmula 1, IRL e formatos MotoGP.